# Port-de-Piles
 Port-de-Piles  es una población y comuna francesa, situada en la región de Poitou-Charentes, departamento de Vienne, en el distrito de Châtellerault y cantón de Dangé-Saint-Romain.

## Demografía
| 535 | 562 | 608 | 577 | 487 | 513 |
| Para los censos de 1962 a 1999 la población legal corresponde a la población sin duplicidades (Fuente: INSEE [Consultar]) |     |     |     |     |     |